# Loose Shoes
Pour plus de détails, voir Fiche technique et Distribution.
Loose Shoes est une comédie américaine réalisée par Ira Miller et sortie en 1978.

## Fiche technique
- Titre original : Loose Shoes
- Réalisation : Ira Miller
- Scénario : Ian Praiser, Royce D. Applegate, Charley Smith et Ira Miller
- Photographie : Jack Beckett
- Montage : Alan Balsam
- Musique : Murphy Dunne
- Costumes : Doris Bettencourt
- Décors : Mike McCloskey
- Producteur : Joel Chernoff
  - Producteur délégué : Byron H. Lasky et Lee D. Weisel
- Sociétés de production : Brooksfilms
- Sociétés de distribution : National American Films
- Pays d'origine :  États-Unis
- Langue originale : anglais
- Format : couleur
- Genre : Comédie
- Durée : 84 minutes
- Dates de sortie :
  - États-Unis : 
    - 1er septembre 1978 (Minneapolis)
    - 1er août 1980 (en salles)

## Distribution
- Royce D. Applegate : Delmus
- Lewis Arquette : Warden
- Bill Murray : Lefty Schwartz
- Howard Hesseman : Ernie Piles
- Tom Baker : Billy Jerk
- Dorothy Van (en) : l'infirmière de l'armée
- Beans Morocco : Shaggy Dog
- J. J. Barry : un indien
- Billy Curtis : Menchkin
- Paul David : un enfant
- David Downing : le chanteur
- Murphy Dunne : le GI blanc et sévère
- Kinky Friedman : un prisonnier
- Buddy Hackett : lui-même
- Sid Haig : l'étrange solitaire
- Larry Hankin : le deuxième vétéran
- Ralph Harris : l'homme dans le lit
- Ed Lauter : Shérif Bob
- Kenneth Lawrence : le chanteur en cellule
- Jimmy Martínez : l'indien ivre
- Ira Miller : l'étranger aveugle
- Louisa Moritz : Margie
- Jaye P. Morgan : l'infirmière
- Van Dyke Parks : un indien
- George Reynolds : Lenny
- Avery Schreiber : le manager du théâtre
- Richard Stanley : Rock
- Betty Thomas : la motarde chic
- Susan Tyrrell : Boobies
- Teddy Wilson : Elijah Abdoul Jamaal Muhammed
- Bill Zuckert : le détective de l'hôtel
- Misty Rowe : Louise
- Garry Goodrow, Pamela Hoffman, John H. Mayer, Gary Owens, Joe Nixon, Roger Peltz et Harry Shearer : narrateurs